# Muhammad Sakizli
Muhammad Sakizli (1892-14 de enero de 1976) fue un político libio.

## Biografía
El 1 de junio de 1949, Emir Idris declaró "la independencia" de Cirenaica. Aunque esta independencia podría considerarse nominal debido a la fuerte influencia británica, la formación de un nuevo gobierno era necesaria. Después de un gobierno de corta duración liderado por Omar Pasha El Kikhia, Muhammad Sakizli formó un nuevo gabinete en marzo de 1950. Después de que el rey Idris proclamara su independencia el 24 de diciembre de 1951, el título de Sakizli fue cambiado a "gobernador" de Cirenaica y permaneció en ese puesto hasta mayo de 1952. En mayo de 1952, Sakizli fue nombrado ministro de La educación en el gobierno federal libio. Luego, en septiembre de 1953, fue nombrado jefe de la oficina real. 
En febrero de 1954, Sakizli fue acusado de formar un gobierno, [3] pero su gabinete no se quedó mucho tiempo. El 5 de abril de 1954, la Corte Suprema de Libia emitió su decisión de anular la Orden Real del 19 de enero de 1954 ordenando la disolución del Consejo Legislativo de Tripolitania. Como resultado, estallaron protestas en Trípoli, organizadas por el gobernador de Tripolitania, As-Siddig al-Mutassir, contra la decisión del tribunal de anulación de la orden del rey Idris. 
El 7 de abril, los miembros del gabinete fueron convocados mientras se realizaban las manifestaciones en Trípoli. El gobernador al-Mutassir continúa liderando las elecciones legislativas, lo que en realidad significa desafiar la decisión del tribunal. Como resultado, Sakizli telefoneó al Rey Idris para ordenar al Gobernador al-Mutassir que pusiera fin a las elecciones, con las cuales el rey aparentemente no está de acuerdo.
Al día siguiente, un mensaje real fue enviado a Sakizli pidiéndole que renunciara.
Ocupó los siguientes cargos:
- Primer ministro de Cirenaica (marzo de 1950 a diciembre de 1951)
- Gobernador de Cirenaica (diciembre de 1951 a mayo de 1952)
- Primer ministro de Libia (febrero a abril de 1954)